# Hacking Challenge
Der englischsprachige Begriff Hacking Challenge (deutsch: „Herausforderung zum Hacken“), auch Hacking Contest oder Hackit genannt, bezeichnet eine Aufgabe oder eine Abfolge von Aufgaben aus dem Bereich des Hackens. Hackits bieten ein spielerisches Erlernen der IT. Programmieren, Mathematik, Kryptographie und Logik Aufgaben widmen sich den Grundlagen eines Computersystems. Exploitation und Cracking wird mitbetrachtet. Alltägliche Protokolle wie HTTP (Cookies) und IP werden dem Teilnehmer im Detail nahegebracht.
Es gibt viele statische Hackit Seiten die mehrere hundert unterschiedliche Aufgaben bieten. Zeitlich terminierte Hackit Events bezeichnet man eher als CTF (Capture the flag). Auf einigen Hacker Conventions (z. B. Blackhat) wird jährlich ein CTF veranstaltet, bei dem professionelle Hacker gegeneinander antreten.
Solche Aufgaben werden zumeist auf speziellen Webseiten für Menschen angeboten, die sich für Computersicherheit interessieren und fördern die spielerische und sportliche Auseinandersetzung mit diesem Themenbereich. Ein ähnliches Konzept sind Wettbewerbe, mit denen ein Unternehmen oder eine Organisation versucht zu testen, ob ein System hinreichend sicher ist und, um dies zu prüfen, zum Knacken des Systems aufruft. Diese Wettbewerbe sind meist mit vergleichsweise hohen Preisgeldern im Bereich von umgerechnet mehreren Tausend Euro dotiert.